# کلئوپاترا (فیلم ۲۰۰۳)
کلئوپاترا (انگلیسی: Cleopatra) فیلمی در ژانر کمدی-درام است که در سال ۲۰۰۳ منتشر شد. از بازیگران آن می‌توان به نورما آله‌آندرو اشاره کرد.